# Власов, Кузьма Алексеевич
Власов Кузьма Алексеевич (14 ноября 1905, деревня Николаевка Темниковский уезд — 29 сентября 1964, Москва) — советский геолог и геохимик, доктор геолого-минералогических наук, член-корреспондент АН СССР (1953).

## Биография

Могила К. А. Власова на Новодевичьем кладбище

В 1931 году окончил Московскую сельскохозяйственную академию имени К. А. Тимирязева.
В 1932—1952 годах работал в ГИН АН СССР и ИГН АН СССР.
В 1953 году организовал и возглавил Лабораторию минералогии и геохимии редких элементов. В 1956 году она стала Институтом минералогии, геохимии и кристаллохимии редких элементов АН СССР.

## Научные труды
- Монография “Геохимия, минералогия и генетические типы месторождений редких элементов”

## Награды и премии
- Государственная премия СССР (1967) — за 3-томную монографию «Геохимия, минералогия и генетические типы месторождений редких металлов»
- орден Красной Звезды (10.06.1945)
- орден"Знак Почёта"
- медали

## Память
В честь Власова Кузьмы Алексеевича назван минерал власовит — силикат циркония Na2Zr(Si4O11).